# Caspar Carl Philipp Utz von Schönberg
Caspar Carl Philipp Utz von Schönberg (* 12. Januar 1804 in Maxen; † 12. Oktober 1864 in Reichstädt) war ein deutscher Rittergutsbesitzer und Politiker.

## Leben
Caspar Carl Philipp Utz von Schönberg entstammt der sächsischen Adelsfamilie von Schönberg. Er war der Sohn von Karl Friedrich Ehrenreich von Schönberg (1775–1813) auf Maxen und Leuteritz und dessen Ehefrau Antonie Auguste geb. von Döring (1778–1831). Er besuchte vom 8. Dezember 1821 bis zum 18. März 1824 die Landesschule St. Afra. Er war königlich-sächsischer Kammerherr und hatte ausgedehnten Landbesitz inne. Dazu zählte das größte Rittergut im Erzgebirge, Schloss Purschenstein, sowie Schloss Reichstädt und Maxen. Von 1836/37 bis 1854/55 gehörte von Schönberg mit einer kurzen Unterbrechung in den Revolutionsjahren 1848/49 als gewählter Abgeordneter der Rittergutsbesitzer des Erzgebirgischen Kreises der I. Kammer des Sächsischen Landtags an.
Utz von Schönberg war seit 1830 mit Ida Sophie Ernestine von Schönberg (1811–1847) aus Oberlangenau verheiratet. Sein Sohn Hans Eberhard von Schönberg (1839–1883) übernahm das Rittergut Purschenstein. Ab 1873 gehörte auch dieser der I. Landtagskammer an.